# یونیونویل، شهرستان ماساک، ایلینوی
یونیونویل (به انگلیسی: Unionville) یک منطقهٔ مسکونی در ایالات متحده آمریکا است که در شهرستان ماساک، ایلینوی واقع شده‌است. یونیونویل ۱۱۳٫۰۸ متر بالاتر از سطح دریا واقع شده‌است.